# 驼蹄瓣
驼蹄瓣（学名：Zygophyllum fabago）为蒺藜科驼蹄瓣属的植物。分布在叙利亚、中亚、伊拉克、伊朗以及中国大陆的青海、新疆、甘肃、内蒙古等地，生长于海拔90米至2,800米的地区，多生长于湿润沙地、绿洲、冲积平原或荒地，目前尚未由人工引种栽培。

## 别名
豆型霸王（英拉汉植物名称） 骆驼蹄瓣（甘肃河西地区）

## 异名
- Zygophyllum fabago L. ssp. dolichocarpum M. Pop.
- Zygophyllum fabago L. ssp. orientale Boriss.